# Kubirówka (wzgórze)
Kubirówka (924 m) – wzgórze na Pogórzu Gubałowskim. Wznosi się w grzbiecie, który na Furmanowym Wierchu odgałęzia się od Gubałówki, biegnie w kierunku północnym przez zabudowane obszary wsi Ząb, gdzie zmienia kierunek na północno-wschodni i poprzez Kubirówkę biegnie do Bachledówki.
Południowo-zachodnie stoki Kubirówki opadają do doliny potoku Bystry Potok i miejscowości Ratułów, wschodnie do doliny potoku Mały Rogoźnik.
Kubirówka ma łagodne, kopulaste kształty i jest bezleśna, pokryta łąkami. Nazwa wzniesienia pochodzi od należącego do wsi Czerwienne przysiółka Kubirówka.